# Wentzwiller
Wentzwiller é uma comuna francesa na região administrativa de Grande Leste, no departamento Alto Reno. Estende-se por uma área de 4,72 km². Em 2010 a comuna tinha 783 habitantes (densidade: 165,9 hab./km²).